# Haydée Balza
Haydée Balza (Caracas, 17 de febrero de 1948) es una actriz venezolana con una amplia trayectoria de personajes en el cine, televisión y teatro venezolano, como en El pez que fuma (1977), y su actuación teatral en Oh! Calcutta! . Ha sido la mujer más sensual de la televisión venezolana. Fue la primera mujer en aparecer desnuda en innumerables revistas, películas y obras de teatro en América, como en la pieza teatral Baño de damas, obra que se mantuvo en cartelera por más de tres años.

## Biografía
Inició sus estudios de Arte Dramático en La Universidad Central de Venezuela, y da sus primeros pasos dentro del mundo del espectáculo como bailarina del programa de Renny Ottolina. En Venezuela salta a la fama, con su polémico desnudo en el montaje teatral de La Celestina. 
A principios de los setenta regresa a España para participar en varias películas del movimiento que llegaría a conocerse como Cine de destape. A mitad de la década se convierte en la contrafigura de muchas telenovelas venezolanas, al lado de artistas como Rebeca González, Ada Riera y Eva Moreno, convirtiéndola en la villana más popular y sensual de las telenovelas de la edad de plata en Venezuela.
En los ochenta se caracterizó no solo por sus interpretaciones, también como docente en su propio centro de baile. También por ser figura principal en gran cantidad de obras culturales con fines benéficos. En los últimos años ha representado una gran variedad de personajes en el cine y los dramáticos más exitosos de la televisión venezolana, como también en varias radionovelas caraqueñas.
Además de telenovelas, ha interpretado diversos y relevantes personajes en unitarios de RCTV y Venevisión. Actualmente ejerce como psicoterapeuta, segunda profesión de la actriz.

## Filmografía
La filmografía de Haydée es la siguiente:
| 1970        | Georgina                                  |
| 1972        | Cuando quiero llorar no lloro             |
| 1973        | Fin de semana al desnudo                  |
| 1974        | Juegos de alcoba                          |
| 1975        | Casa fundada en 1944                      |
| 1976        | Vuelve, querida Nati                      |
| 1976        | La Despedida                              |
| 1976        | Mamagay                                   |
| 1976        | Marujita                                  |
| 1977        | El pez que fuma                           |
| 1977        | Reincidente                               |
| 1977        | La nueva cigarra                          |
| 1980        | Hasta que la muerte los separe            |
| 1980        | Pudor y lágrimas                          |
| 1981        | Instintos Primitivos                      |
| 1981        | Cruento Verano                            |
| 1982        | La balada del triunfo                     |
| 1985        | La hora Texaco                            |
| 1986        | La generación Halley                      |
| 1988        | Emmanuelle 6                              |
| 1990        | El visitante de la noche                  |
| 1992        | El amante                                 |
| 1993        | Volver a empezar                          |
| 1994        | Móvil pasional                            |
| 1994        | Un cadáver en la nevera                   |
| 1996        | Como matar a un marido                    |
| 1998        | Milagro en la Sabana                      |
| 2000        | Juegos bajo la luna                       |
| Telenovelas |                                           |
| Año         | Título                                    |
| 1964        | El Club del Clan                          |
| 1968        | Matrimonio a la venezolana                |
| 1970        | Cristina                                  |
| 1971        | Flor de mayo                              |
| 1971        | La consentida de papá                     |
| 1971        | La Usurpadora                             |
| 1972        | Simplemente María                         |
| 1972        | Maria Teresa                              |
| 1972        | La mujer prohibida                        |
| 1973        | Peregrina                                 |
| 1973-1974   | Una muchacha llamada Milagros             |
| 1975        | Señorita Elena                            |
| 1976        | Cumbres Borrascosas                       |
| 1976        | La Zulianita                              |
| 1977        | Rafaela                                   |
| 1978        | María del Mar                             |
| 1979        | Rosángela                                 |
| 1980        | Marilena                                  |
| 1981        | Luisana mía                               |
| 1982        | Campeón sin corona                        |
| 1984        | Que familia tan moderna                   |
| 1984        | La calle flamingo                         |
| 1985        | Las Amazonas                              |
| 1985        | Muerte en el barrio                       |
| 1986        | Atrévete                                  |
| 1986-1987   | La dama de rosa                           |
| 1988        | La muchacha del circo                     |
| 1988-1989   | Alma mía                                  |
| 1989        | Rubí rebelde                              |
| 1989        | Alondra                                   |
| 1990        | Gardenia                                  |
| 1992        | Kassandra                                 |
| 1992        | Macarena                                  |
| 1994        | Por estas calles                          |
| 1995        | Amores de fin de siglo                    |
| 1997        | Amor mío                                  |
| 1998        | Samantha                                  |
| 1999        | El país de las mujeres                    |
| 2000-2001   | Amantes de luna llena                     |
| 2001-2002   | A calzón quita'o                          |
| 2003        | Cosita rica                               |
| 2004        | ¡Qué buena se puso Lola!                  |
| 2006-2007   | Ciudad Bendita                            |
| Teatro      |                                           |
| Año         | Título                                    |
| 1967        | Tartufo                                   |
| 1968        | La Celestina                              |
| 1969        | La casa de Bernarda Alba                  |
| 1969        | La Barba                                  |
| 1970        | Tu país está feliz                        |
| 1971        | Yerma                                     |
| 1979        | Drácula                                   |
| 1981-1983   | Oh! Calcutta!                             |
| 1987        | Las amistades peligrosas (obra de teatro) |
| 1989-1991   | Baño de damas                             |
| 1993        | Tras las rejas                            |
| 1994        | Las conejitas Playboy                     |
| 1995        | El pez que fuma                           |
| 1997        | La noria                                  |
| 1998        | Club de Divorciadas                       |
| 2000        | Entre mujeres (obra de teatro)            |
| 2004        | Los monólogos de la vagina                |
| 2007        | Mis queridas hermanas                     |
| 2009        | Dulce pájaro de juventud                  |
| 2012        | A 2.50 la Cuba libre                      |
| 2013        | ¿Qué hice?                                |